# Gran Mesquita de Gaza
La Gran Mesquita de Gaza (àrab: جامع غزة الكبير, Jāmiʿ Ḡazza al-Kabīr), també coneguda com la Gran Mesquita d'Omar (àrab: المسجد العمري الكبير, al-Masjid al-ʿUmarī al-Kabīr), és la mesquita més gran i antiga de la Franja de Gaza. Està situada al barri de Daraj, casc antic de Gaza, prop del Mercat d'Or. Fou destruida per l'exèrcit d'Israel el desembre de 2023.

## Història

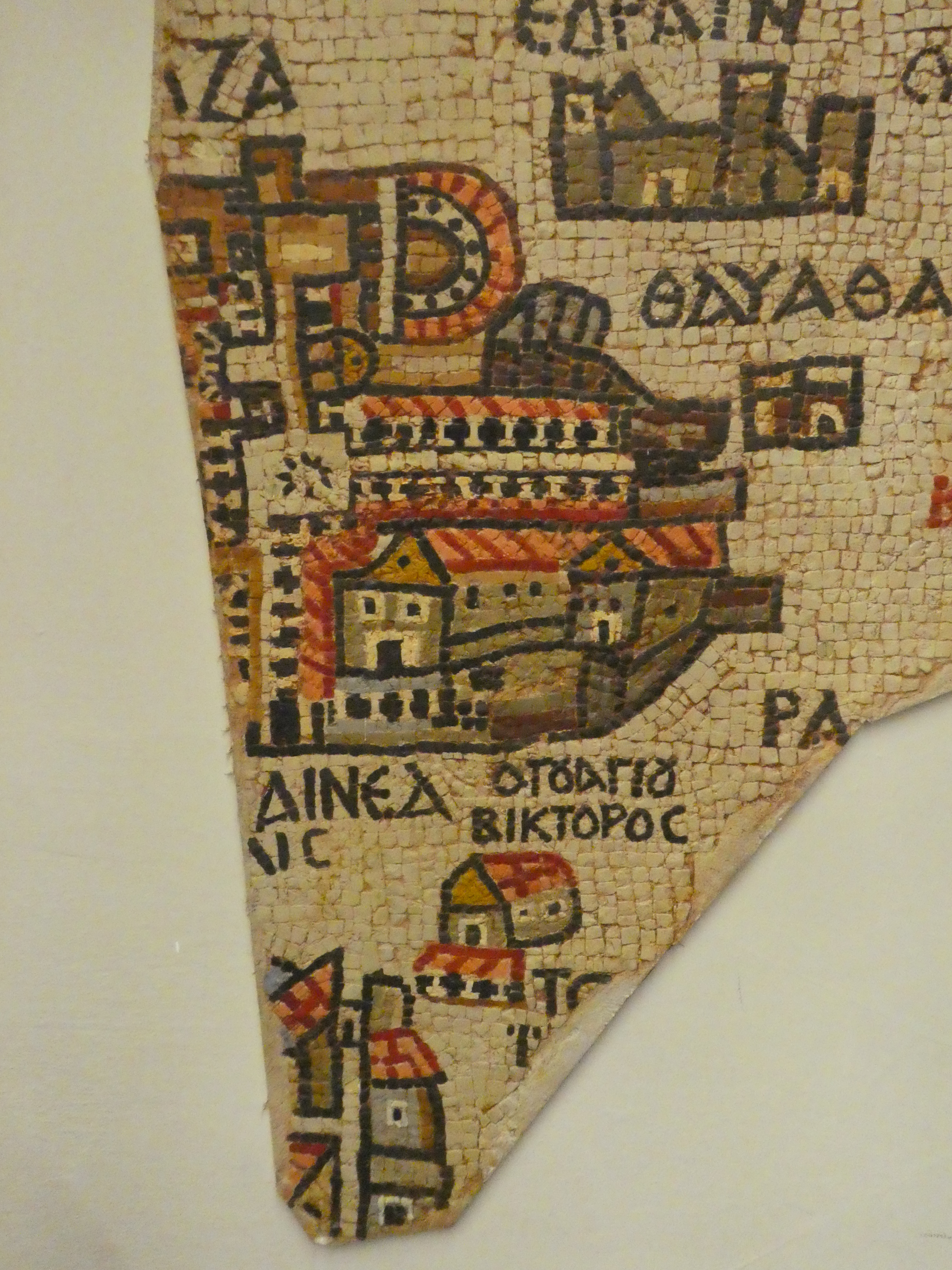
L'antiga església romana d'Orient apareix al Mapa de Madaba, del s..

Es creu que es troba al lloc que ocupava un antic temple filisteu, dedicat a Dagó, on la llegenda explica que Samsó hi va ser enterrat. En aquell mateix emplaçament, els romans d'Orient van aixecar una església al segle v. Després de la conquesta musulmana al segle vii, es va transformar en mesquita. El nom de Gran Mesquita d'Omar li és donat en honor a Úmar ibn al-Khattab, el califa musulmà que va conquerir Palestina.
El minaret de la Gran Mesquita, que al-Muqaddassí va descriure com a «bell» (segle x), va ser abatut per un terratrèmol l'any 1033. El 1149, els croats van construir-hi una gran església per ordre de Balduí III de Jerusalem, en honor a Sant Joan Baptista; però va ser destruïda pels aiúbids el 1187.
Fou reconstruïda com a mesquita pels mamelucs a principis del segle xiii, però els mongols van destruir-la l'any 1260. Fou ràpidament restaurada, però va ser malmesa per un nou terratrèmol el 1294. La Gran Mesquita va ser restaurada de nou pels otomans, tant al segle xiv com al xvi.
El temple fou greument danyat després del bombardeig britànic durant la Primera Guerra Mundial, adduint que s'hi emmagatzemava munició otomana. El Consell Suprem Musulmà va assumir-ne la restauració el 1925. La mesquita va ser l'objectiu d'un atac aeri per part de l'exèrcit israelià el 7 de desembre de 2023, dintre de la campanya iniciada dos mesos abans contra el poble palestí; deixant la major part de l'estructura esfondrada i el minaret parcialment destruït.

## Arquitectura
La Gran Mesquita té una superfície de 4.1000 m². La major part de l'estructura general està construïda amb pedra arenisca marina local coneguda com kurkar. La mesquita forma un gran sahn (claustre) envoltat d'arcs de mig punt. Els mamelucs, i més tard els otomans, van ampliar-ne els costats sud i sud-est de l'edifici.
Sobre la porta de la mesquita hi ha una inscripció que conté el nom del soldà mameluc Qalàwun i també hi ha inscripcions que contenen els noms dels sultans Lajin i Barquq.

### Interior
Quan l'edifici es va transformar d'una església en una mesquita, la major part de la construcció anterior dels croats va ser substituïda completament, tret de la façana de la mesquita amb la seva entrada oest en arc —peça típica de l'arquitectura eclesiàstica croada— i de les columnes del recinte, que encara conserven el seu estil gòtic normand-italià. Algunes de les columnes han estat identificades com a elements d'una antiga sinagoga, reutilitzades com a material de construcció a l'època dels croats. Les diverses inscripcions jueves presents a la mesquita van ser esborrades al darrer quart del segle xx, en protesta pel conflicte arabo-israelià.
A l'interior, les superfícies de les parets estan arrebossades i pintades. El terra està cobert amb rajoles vidriades. La porta occidental i l'òcul de la façana occidental són de marbre així com les columnes, que presenten capitells d'estil corinti.
La nau central és de volta d'aresta i els intercolumnis estan separats per arcs apuntats de perfil rectangular. Les arcades de la nau s'aixequen sobre pilars cruciformes amb una columna adosada a cada cara, sobre un pedestal elevat. Les dues naus de la mesquita també són de volta d'aresta. Ibn Battuta va assenyalar que la Gran Mesquita tenia un mínbar (púlpit) de marbre blanc; que ha arribat als nostres dies. Hi ha un petit mihrab a la mesquita amb una inscripció que data de 1663, que conté el nom de Musa Pasha, un governador de Gaza durant el domini otomà.

### Minaret
La mesquita és ben coneguda pel seu minaret, que té forma quadrada a la seva meitat inferior i octogonal a la seva meitat superior, típic de l'estil arquitectònic mameluc. El minaret està construït amb pedra des de la base fins al balcó penjant superior, inclosa la meitat superior de quatre nivells. El pinacle està fet principalment de fusta i ceràmica, i es renova amb freqüència. Un llanternó sorgeix de la pedra octogonal i és de construcció lleugera, semblant a la majoria de mesquites del Llevant.